# Беляевский, Василий Николаевич
Васи́лий Никола́евич Беляевский (1 января 1891 — 6 июля 1940) — подъесаул 1-го Запорожского казачьего полка, герой Первой мировой войны, первопоходник.

## Биография
Казак станицы Рязанской Кубанского казачьего войска.
В 1912 году окончил Оренбургское казачье училище, откуда выпущен был хорунжим в 1-й Запорожский полк Кубанского казачьего войска, в рядах которого и выступил на Кавказский фронт Первой мировой войны. Высочайшим приказом от 15 октября 1916 года подъесаул Беляевский был удостоен ордена Святого Георгия 4-й степени
За то, что в ночь с 18-го на 19-е 1915 года, в бою у д. Авбез с 35-ю казаками совершил ночное нападение на два эскадрона сувари и пехотную часть около роты, занимавших трудно доступную высоту на фланге нашей позиции, и после рукопашной схватки обратил турок в беспорядочное бегство. Успех этот дал возможность нашему отряду занять высоты впереди с. Авбеза и прочно закрепить за собой эту позицию.
С началом Гражданской войны вступил в Добровольческую армию. Участвовал в 1-м Кубанском походе. Затем служил в Вооружённых силах Юга России и Русской армии. Эвакуировался из Крыма на остров Лемнос. Осенью 1925 года — войсковой старшина 2-го Сводно-Кубанского казачьего полка в Югославии.
В эмиграции в Югославии. Умер в 1940 году в Нише. Похоронен там же.